# Victorwithius proximus
Espèce
Synonymes
- Chelifer proximus Ellingsen, 1905

Victorwithius proximus est une espèce de pseudoscorpions de la famille des Withiidae.

## Distribution
Cette espèce est endémique d'Argentine.

## Description
L'holotype mesure 2,4 mm.

## Publication originale
- Ellingsen, 1905 : On some pseudoscorpions from South America in the collection of Prof. F. Silvestri. Zoologischer Anzeiger, vol. 29, p. 323-328 (texte intégral).